# Тело (фильм, 2001)
«Тело» (англ. The Body) — политический триллер-драма 2001 года по мотивам одноимённого романа Ричарда Сэпира. В главных ролях — Антонио Бандерас и Оливия Уильямс.
Фильм имеет совместное американское, израильское и немецкое производство. Он рассказывает об отце Мэтте Гутьерресе (Антонио Бандерас), иезуитском священнике, присланном Ватиканом для расследования археологических находок доктора Шэрон Голбан (Оливия Уильямс), которые предположительно являются останками тела Иисуса Христа. Этот вывод ставит веру Гутьерреса и его сомнения в постоянную конфронтацию с научными взглядами доктора.
Кроме того, обнаружение разжигает политические проблемы между Палестиной и Израилем в этом районе, а также подрывает основы самого христианства. Обе эти проблемы ставят под угрозу доктора Голбан и самого Гутьерреса.

## Сюжет
Доктор Шэрон Голбан находит древний скелет в Иерусалиме в могиле богатого человека. Окраска костей запястья и лодыжки указывает на то, что причиной смерти было распятие. Несколько артефактов, в том числе золотая монета с надписью Понтия Пилата и кувшин, датируемый 32 годом нашей эры, датируют гробницу годом, когда умер Иисус Христос. Слабые отметины на черепе, совместимые с шипами, отсутствие сломанных костей ног, профессиональные отметки, указывающие на то, что умерший был плотником, и надрез на ребрах от заостренного предмета заставляют власти подозревать, что это могут быть кости Иисуса. Разные реакции политиков, священнослужителей, религиозных экстремистов — некоторые из них были готовы использовать террор для достижения своих целей — на религиозные, культурные и политические последствия находки делают жизнь исследователей трудной и опасной, поскольку они пытаются раскрыть правду.
Отец Мэтт Гутьеррес назначен Ватиканом для расследования дела и защиты христианской веры. Он намеревается доказать, что кости не принадлежат Иисусу, но поскольку появляется все больше и больше доказательств в поддержку этого утверждения, его вера начинает колебаться. Обеспокоенный случаем, он приходит к католическому археологу — отцу Лавеллу (Дерек Джекоби), который совершает самоубийство, потому что он не может примирить научные доказательства со своей верой. Это событие заставляет отца Гутьерреса отвернуться от своей веры, но в конце он возвращается к ней. Он также приходит к пониманию того, что он защищает католическую церковь, а не веру, и решает оставить священство.

## В ролях
| Актёр            | Роль                       |
| ---------------- | -------------------------- |
| Антонио Бандерас | Священник Мэтт Гутьеррес   |
| Оливия Уильямс   | Доктор Шэрон Голбан        |
| Джон Шрапнел     | Моше Коэн                  |
| Дерек Джекоби    | Священник Лавелл           |
| Джейсон Флеминг  | Священник Уолтер Уинстед   |
| Лиллиан Люкс     | Мать доктора Голбан        |
| Мохаммад Бакри   | Абу Юсеф                   |
| Джон Вуд         | Кардинал Пеши              |
| Макрам Хури      | Насир Хамид                |
| Вернон Добчефф   | Монсеньор                  |
| Джордан Лихт     | Дорен, дочь доктора Голбан |

## Темы
Фильм посвящен в основном двум темам:
- Палестино-израильский конфликт в регионе, где найдено тело. Обе стороны считают, что контроль над территорией даст им преимущество в конфликте.
- Важность воскресения Иисуса Христа в христианской вере.

## Археология в фильме
Доктор Голбан намного более дотошна в своей работе, чем многие другие археологи. Она исследует найденные кости, не удаляя их с места, и очень старается не подвергать риску останки или любые другие найденные артефакты. Во время работы доктор сталкивается с различными проблемами, например, мародёрство. Она использует несколько методов датирования гробницы, таких как термолюминесцентное датирование и методы относительного датирования.

### Термолюминесцентное датирование
Глиняный кувшин, найденный внутри гробницы, был доставлен в лабораторию для двух видов испытаний: датировка и состав содержимого. Доктор Голбан хотела определить возраст (и, следовательно, дату гробницы) и выяснить, для чего использовалась банка. Датирование термолюминесценции обычно используется на древней глиняной посуде и инструментах. Этот метод используется для определения времени, прошедшего с того момента, как предмет был создан (например, керамика). Было установлено, что он очень точный, в пределах ± 1-10 %. Он работает путем термического стимулирования рассматриваемого предмета, тем самым высвобождая энергию, накопленную в объекте во время его предварительной работы. Другими словами, когда предмет запущен, электроны высвобождаются внутри самого объекта, и его «часы» устанавливаются на «0». Термолюминесценция высвобождает захваченные электроны и использует количество выделенной энергии, чтобы определить время, прошедшее с момента первоначального создания (время «0»).
Чтобы определить, как использовался сосуд и что он содержал, лаборатория провела на нем масс-спектрометрические испытания. Масс-спектрометрия обычно представляет собой процесс, используемый для идентификации неизвестных веществ, обнаруженных на / в археологических памятниках. Образец содержимое банки загружают в масс-спектрометрическую машину, где его бомбардируют электроны, вызывая ионизацию. Этот процесс приводит к тому, что молекулы из образца разрываются на заряженные фрагменты. Ионы отклоняются электрическим или магнитным полем, которое затем захватывается электронным мультиплеером. Спектры получаются в результате обилия обнаруженных ионов как функции отношения массы к заряду. Затем фрагменты идентифицируют путем сравнения с известными молекулярными массами и закономерностями фрагментации. Было обнаружено, что содержимое банки было маслом для помазания. Банка для помазания была одним из аспектов еврейских ритуалов погребения.

### Туринская плащаница
Коротко в фильме отец Мэт Гутьеррес и археолог доктор Шарон Голбан рассказывают о знаменитой Туринской плащанице. Льняная ткань размером 4,1 м × 1,1 м хорошо известна тем, что на ней изображен человек, который очень похож на описание Иисуса Христа. Человек на плащанице страдал от физических травм, очень похожих на те, которые кто-то получит после распятия, в соответствии с библейским описанием распятия Христа. Отец Гутьеррес упоминает Туринскую плащаницу, когда возникает вопрос о высоте тела, найденного в гробнице. Он говорит, что кости в могиле, возможно, не принадлежат Иисусу Христу, потому что высота найденного скелета не соответствует высоте человека, которого, как полагают, Христос изобразил на Туринской плащанице.
Кости в могиле принадлежат человеку, ростом примерно 5,5 футов, тогда как тело, которое, как полагают, принадлежит Христу на саване, относится к человеку от 5,11½ до 6,2 футов ростом. Библия упоминает, что Иисус был высоким, во времена Христа такая высота была бы поистине необычной. Туринская плащаница, как полагают, представляет собой изображение Иисуса художником посредством использования техники оттиска на полотне.